# جیمز پی. کم
جیمز پی. کم (به انگلیسی: James P. Kem) سناتور سابق عضو حزب جمهوری‌خواه ایالات متحده آمریکا بود. وی در سال ۱۹۴۷ تا ۱۹۵۳ میلادی سناتور ایالت میزوری در سنای ایالات متحده آمریکا بود.